# Condado de Baca
El condado de Baca (en inglés: Baca County), fundado en 1889, es uno de los 64 condados del estado estadounidense de Colorado. En el año 2000 tenía una población de 4517 habitantes con una densidad poblacional de 0.7 personas por km². La sede del condado es Springfield.

## Geografía

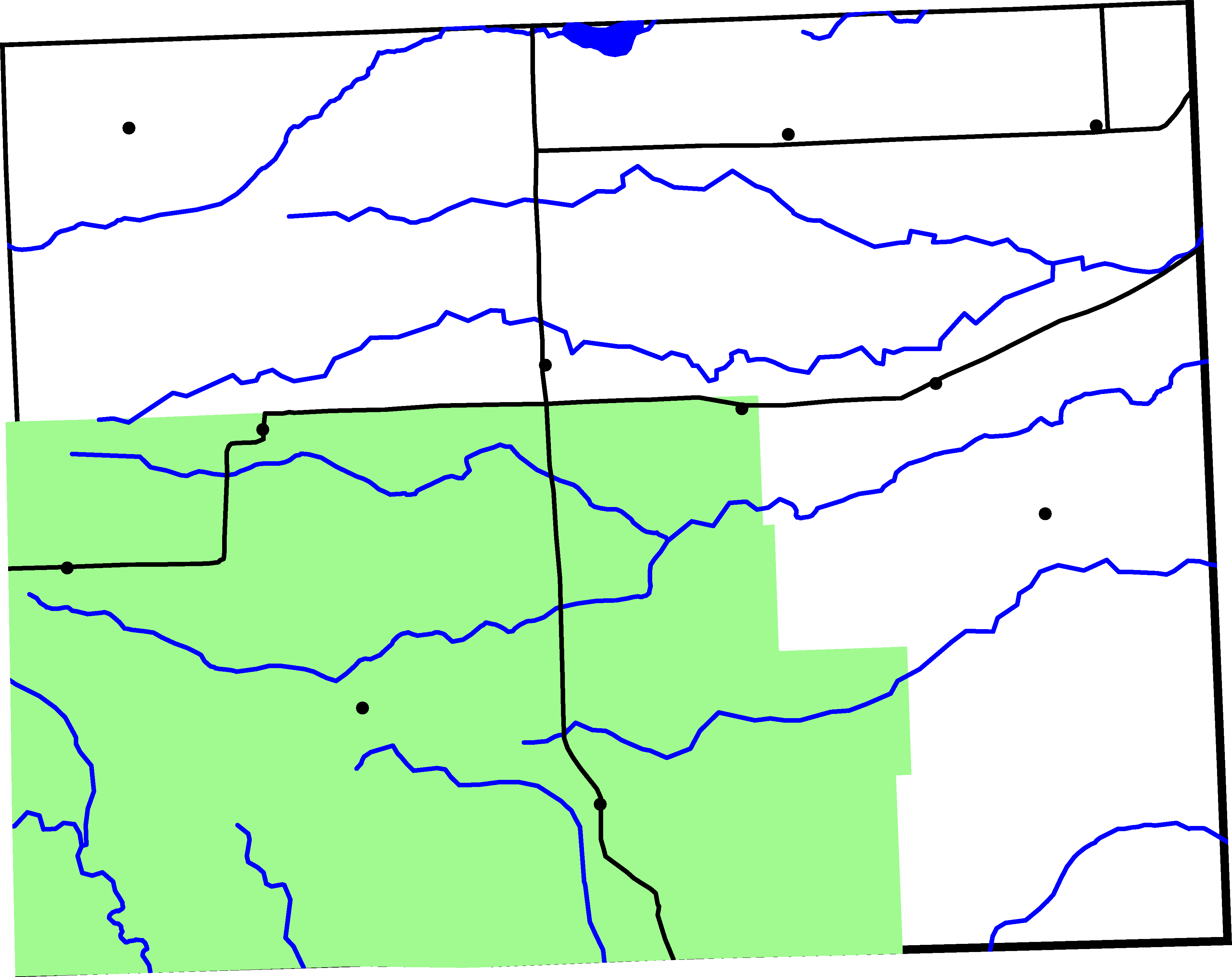
Mapa del condado de Baca.

Según la Oficina del Censo, el condado tiene un área total de 6623 km² (2557,1 mi²), de la cual 6619 km² (2555,6 mi²) es tierra y 4 km² (1,5 mi²) (0.05%) es agua.

### Condados adyacentes
- Condado de Prowers - norte
- Condado de Stanton - este
- Condado de Morton - este
- Condado de Cimarron - sur
- Condado de Union - suroeste
- Condado de Las Ánimas - oeste
- Condado de Bent - noroeste

## Demografía
En el 2000 la renta per cápita promedia del condado era de $28 099, y el ingreso promedio para una familia era de $34 018. En 2000 los hombres tenían un ingreso per cápita de $23 169 versus $18 292 para las mujeres. El ingreso per cápita para el condado era de $15 068. Alrededor del 16.90% de la población estaba bajo el umbral de pobreza nacional.

## Ciudades y pueblos
- Campo
- Deora
- Lycan
- Pritchett
- Springfield
- Two Buttes
- Utleyville
- Vilas
- Walsh